# Power Assets Holdings
Power Assets Holdings Limited (電能實業有限公司 HKEX: 0006) er en elforsyningsvirksomhed fra Hongkong. Dens datterselskab Hongkong Electric Company var den første virksomhed der tilbød elektricitet i Hongkong. Hong Kong Electric driver et elforsyningsmonopol på øen Hongkong.
Før 11. februar 2011 var holdingselskabet kendt som Hongkong Electric Holdings Limited (kinesisk: 香港電燈集團有限公司).
27. september 2013 bekendtgjorde Power Assets, at de har intentioner om at sælge Hongkong Electricity Company for 5 mia. US $.

## Koncernstruktur
Cheung Kong (Holdings) Limited
ejer 49,7 % af:
Hutchison Whampoa Limited
som ejer 84,58 % af:
Cheung Kong Infrastructure Holdings Limited
som ejer 38,87 % af:
Power Assets Holdings Limited
Under Power Assets Holdings Limited er der tre primære datterselskaber:
- Hong Kong Electric Company Ltd. - en af to elforsyningsvirksomheder i Hongkong.
- Power Assets Investments Limited (tidligere kendt som Hong Kong Electric International Limited) - den internationale del af koncernen. Den består af:

- Zhuhai Power 45 %
- ETSA Utilities, Australien - overtaget i 2000
- Powercor Australia, - overtaget i 2000
- CitiPower, Australien - overtaget i 2002 og ejet sammen med HEC's moderselskab Cheung Kong International
- Ratchaburi Power Company Limited, Thailand - 25 % aktiepost sammen med Ratchaburi Power Company
- Northern Gas Networks Limited, UK - 41,2 9% (19,9 % ejerandel overtaget i 2005)
- Wellington Electricity Distribution Network - 50 % overtaget i 2007

- Associated Technical Services Limited